# دكتور سيلكون (فلم)
دكتور سيلكون فيلم مصري إنتاج عام 2009.

## قصة الفيلم
تدور أحداث الفيلم حول ظاهرة عمليات التجميل، وخطورتها على الفرد والمجتمع، وعلاقة أطباء التجميل بالمافيا، من خلال أحد مراكز التجميل الذي يديره «حسن حسني» ومساعدته، التي تجسد شخصيتها «مروى» فيما تجسد نيرمين الفقي دور صحفية تسعى بكل طاقتها إلى كشف حقيقة ما يحدث في عمليات التجميل.

## الممثلون
- عبد الله الكاتب
- حسن حسني
- لطفي لبيب
- مروى
- نرمين الفقي
- حسن مصطفى
- ميمي جمال
- سليمان عيد
- يوسف داود
- ضياء الميرغني
- سعيد طرابيك
- أحمد سامي عبد الله
- نادية العراقية
- علي حسنين
- وفاء سالم
- مشيرة أحمد
- إيناس نور

## روابط خارجية
- مقالات تستعمل روابط فنية بلا صلة مع ويكي بيانات